# Casa Caballé (Amposta)
La casa Caballé és un edifici d'Amposta inclòs a l'Inventari del Patrimoni Arquitectònic de Catalunya.

## Descripció
És un edifici d'habitatges de planta rectangular irregular situat a la cantonada d'una illa. És de planta baixa i un pis i presenta coberta plana. Destaquen les dues façanes, amb restes d'ornamentacions molt interessants, fonamentalment de rajola monocromàtica i policroma. A la planta baixa, amb notables mostres de transformacions posteriors, destaca, a part dels maltractats encoixinats, els emmarcaments de rajoles de les finestres i les portes. Al pis superior els balcons i finestres, també distribuïts asimètricament, presenten emmarcaments de rajoles amb motius florals i, per damunt, una franja horitzontal al llarg de les dues façanes, amb rajoles monocromàtiques blanques i marró-grana. De l'alçada d'aquesta franja neixen uns elements verticals de planta circular que sobresurten de la barana superior, coronant-se amb un progressiu esglaonament i recolzats en grans mènsules, a més de comptar amb una profusa gamma de rajoles monocromàtiques i policromes de motius geomètrics. La cornisa, amb petits modillons, també té diferents tipus de rajoles, i la part superior de la barana `presenta una gran quantitat de trossos de rajola, així com els vestigis d'alguna ornamentació pictòrica anterior.

## Història
Probablement construït per un senyor de cognom Cabanes cap als anys 1910-1930. Fou adquirit pel senyor Caballé als inicis de la dècada dels anys 30. Durant la guerra no va patir desperfectes.